# توم برودبنت
توم برودبنت (بالإنجليزية: Tom Broadbent)‏ هو لاعب كرة قدم بريطاني، ولد في 1992 في باسينجستوك في المملكة المتحدة. لعب مع نادي بورنموث.